# パートタイム・ラヴァー
「パートタイム・ラヴァー」（Part-Time Lover）は、スティーヴィー・ワンダーが1985年に発表した楽曲。アルバム『イン・スクエア・サークル』からの第1弾シングルとしてリリースされた。

## 解説
バッキング・トラックはスティーヴィー1人の手で作られた。リード・ボーカルは、スティーヴィーとゲストのルーサー・ヴァンドロスによる。更に、シリータ・ライト、フィリップ・ベイリー、キース・ジョン、メロディ・マッカリー、ビリー・ダーハム、ピーター・バーン、レニー・ハーダウェイ、ダリル・フィネシーがバッキング・ボーカルで参加。
ロング・ヴァージョンを収録した12インチ・シングルもリリースされ、同ヴァージョンは2005年発売のシングル「From the Bottom of My Heart」に再収録された。
本国アメリカでは、『ビルボード』のHot 100、R&Bチャート、アダルト・コンテンポラリー・チャート、ダンス・チャート、ダンス・チャート（マキシ・シングル）の5部門で1位を獲得した。日本では、スティーヴィー本人が出演したTDKのカセットテープ「AR」（初代後期型）のCMで使用され、1985年10月から1986年3月までオンエアされた。

## カヴァー、サンプリング
- 2パック - アルバム『2パカリプス・ナウ』（1991年）収録曲「Part Time Mutha」で、本作がサンプリングされた[8]。
- コープランド - 『Know Nothing Stays the Same』（2004年）
- 荻野目洋子 - 『VOICE NOVA』（2006年）
- JAY'ED - 『JAY'EDISCO』(2013年)